# Gustav Tellgmann
Gustav Tellgmann (* 22. Oktober 1891 in Weida, Thüringen; † 26. Februar 1945 in Brandenburg-Görden) war ein deutscher Oberstleutnant der Wehrmacht, der wegen Wehrkraftzersetzung hingerichtet wurde.

## Leben
In der Wehrmacht war er 1939, zum 1. April 1934 Major (E), beim Festungspionierstab 15 (Freiburg).

Später Oberstleutnant und Oberstaffelführer im Nationalsozialistischen Kraftfahrkorps hatte er seit Ende Mai 1944 in Gesprächen seiner Regimefeindlichkeit wiederholt Ausdruck verliehen. Nach dem gescheiterten Attentat vom 20. Juli 1944 hatte er überdies ausdrücklich Partei für die Widerstandskämpfer genommen und eine bevorstehende Revolution prophezeit. Nachdem er aus Stalingrad entkommen war und ein Regiment in Posen befehligt hatte, äußerte er seine Zweifel zum glücklichen Kriegsausgang. Tellgmann wurde von seiner Gesprächspartnerin denunziert und wegen Wehrkraftzersetzung angeklagt. Der Prozess fand vor dem Volksgerichtshof statt. Am 18. Januar 1945 erkannte das Gericht ihn für schuldig. Als Strafmaß wurde die Todesstrafe verhängt und einen Monat später im Zuchthaus Brandenburg vollstreckt. Im Tenor heißt es:
Gustav Tellgmann hat als Mann in hoher Stellung einer einfachen Volksgenossin in zahlreichen Äußerungen den Glauben an unseren Sieg und das Vertrauen zum Führer zu nehmen gesucht, wobei er sich u. a. zu der Bemerkung verstieg, unter den Verrätern vom 20. Juli 1944 seien gute Deutsche, eine Revolution müsse kommen, denn der Führer trete von sich aus nicht ab.
In Frankfurt am Main wurde ihm mit einem Stolperstein in der Robert-Mayer-Straße 47 gedacht.